# Henry De la Beche

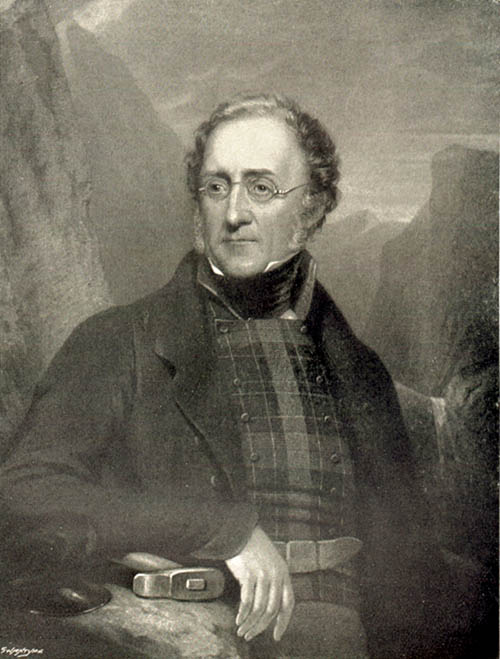
Henry Thomas De la Beche

Sir Henry Thomas De la Beche (Londra, 10 febbraio 1796 – Lyme Regis, 13 aprile 1855) è stato un geologo e paleontologo britannico.

## Biografia
Nacque a Londra, ma la morte prematura del padre, ufficiale dell'esercito inglese con possedimenti in Giamaica, spinse la madre a trasferirsi col figlio a Lyme Regis, Dorset, dove Henry crebbe. La zona geologicamente molto varia e ricca di fossili, tanto da meritarsi il nome di Jurassic Coast, fu di stimolo per il giovane Henry, ispirandogli un talento precoce per le nuove discipline scientifiche della geologia e paleontologia, all'epoca in voga in Gran Bretagna. Qui ebbe anche occasione di stringere amicizia con Mary Anning. 
All'età di quattordici anni entrò nel collegio militare di Great Marlow, per seguire le orme del padre. La pace del 1815 cambiò i suoi programmi, e lo spinse definitivamente verso lo studio della geologia. Questo gli permise di entrare a soli ventun anni nella prestigiosa Geological Society di Londra, di cui per tutta la vita rimase socio attivo e titolato, arrivando a diventarne presidente nel periodo 1847-1849. Nel 1819 divenne anche Fellow della Royal Society.
Visitò per interesse scientifico il continente, in particolare Francia e Svizzera, spingendosi anche nei suoi possedimenti in Giamaica, ma il suo interesse primario fu per le zone del sud dell'Inghilterra. Qui sviluppò la convinzione della necessità di creare mappe geologiche che potessero essere utili nella guida dell'attività mineraria, allora strategica per il paese. Riuscì a convincere l'organismo statale preposto, l'Ordnance Survey, della bontà del progetto e delle sue capacità. Fu quindi creato un primo nucleo di una nuova struttura statale denominata Ordnance Geological Survey, oggi Geological Survey of Great Britain, riconosciuta ufficialmente nel 1835, con Henry come primo direttore. L'organismo crebbe sotto la sua supervisione fino a richiedere l'allargamento del precedente museo che raccoglieva i reperti raccolti sul campo. Il parlamento approvò la realizzazione di una nuova struttura che fu costruita in Jermyn Street, a Londra, in grado di funzionare come sede centrale del servizio, museo divulgativo e struttura di formazione per i futuri geologi impiegati nell'organizzazione statale. Questo modello di organizzazione, il primo del genere al mondo, fu poi copiato da altre nazioni.
Nel 1848 fu insignito del titolo di cavaliere (knighthood).
Nel 1852 fu eletto membro estero dell'Accademia Reale Svedese delle Scienze.
Nel 1855 gli fu assegnata la medaglia Wollaston, massima onorificenza concessa dalla Geological Society di Londra. 
Morì il 13 aprile 1855 a Lyme Regis.

## Contributi scientifici

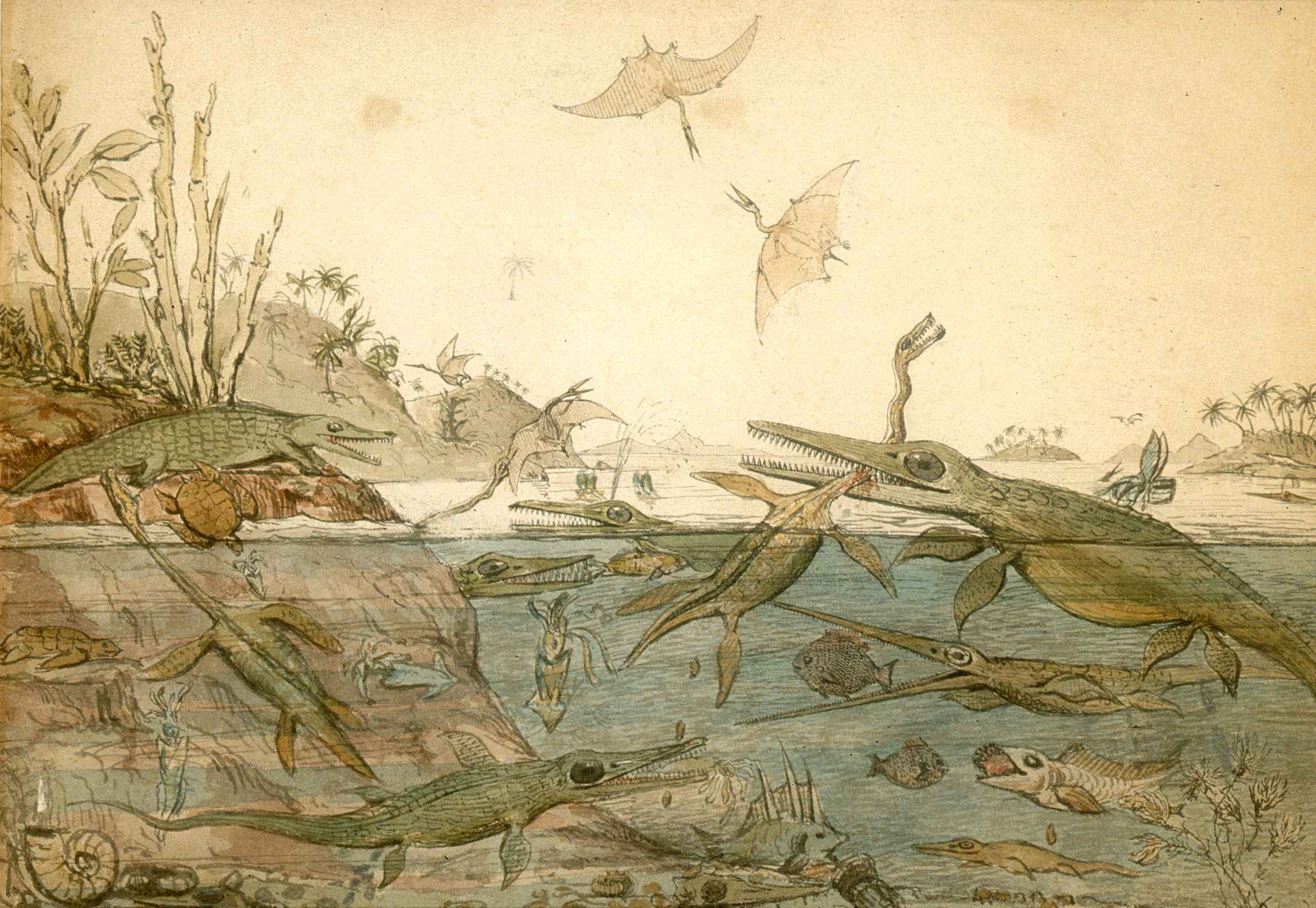
Duria Antiquior - A more Ancient Dorset, acquerello dipinto nel 1830 da Henry De la Beche sulla base dei fossili ritrovati da Mary Anning

Fu autore di numerose relazioni importanti a tema geologico e paleontologico, pubblicate principalmente sul Transactions of the Geological Society of London, tra cui quella presentata in collaborazione con il collega Conybeare in cui venivano illustrate ed analizzate dal punto di vista anatomico le nuove scoperte dei fossili di ittiosauro e plesiosauro ritrovati da Mary Anning. Fu inoltre autore di libri e manuali di grande successo su argomenti geologici e paleontologici.
Fu uno dei protagonisti di una famosa controversia che lo vide opposto al suo collega ed ex amico Roderick Murchison riguardo alla corretta collocazione di determinate stratificazioni geologiche. La polemica, passata agli annali come la grande controversia devoniana (The Great Devonian Controversy), durò quasi mezzo secolo, e fu alla fine risolta con l'introduzione di un nuovo periodo geologico, l'Ordoviciano.
Preferì invece non prendere posizione nella nascente discussione che riguardava le modalità con cui si verificano i cambiamenti geologici, trovando interessanti sia alcuni degli argomenti dell'uniformitarismo sostenuto da Charles Lyell, sia alcune delle idee di chi proponeva modelli più traumatici e rivoluzionari, come il suo collega francese Elie de Beaumont.
Fu un eccellente disegnatore ed illustratore, talento che utilizzò spesso anche in chiave satirica e per sostenere le proprie teorie. Nel 1830, venuto a sapere delle difficili condizioni economiche dell'amica Mary Anning, disegnò un acquerello che rappresentava la vita preistorica come si poteva immaginare dai fossili ritrovati all'epoca, che intitolò Duria Antiquior. Dal dipinto fece poi trarre una serie di stampe che vendette ad amici e colleghi, ed il ricavato fu messo a disposizione dell'amica in difficoltà. L'illustrazione, la prima di questo genere per l'epoca, continuò a diffondersi in ulteriori versioni, divenendo molto popolare.

## Onorificenze
Al suo nome è stata denominata la Beche Blade, una ripida cresta montuosa alta 1.600 m, nella parte meridionale dei Monti Read, che fanno parte della Catena di Shackleton, nella Terra di Coats in Antartide.